# De Vliegende Hollander (Efteling)
De Vliegende Hollander is een attractie in het Nederlandse attractiepark de Efteling. Het is een combinatie van een waterachtbaan en een dark water ride. De attractie ligt in het Ruigrijk en werd in 2007 geopend. De Vliegende Hollander is gethematiseerd rond de sage over het gelijknamige spookschip.

## Beschrijving

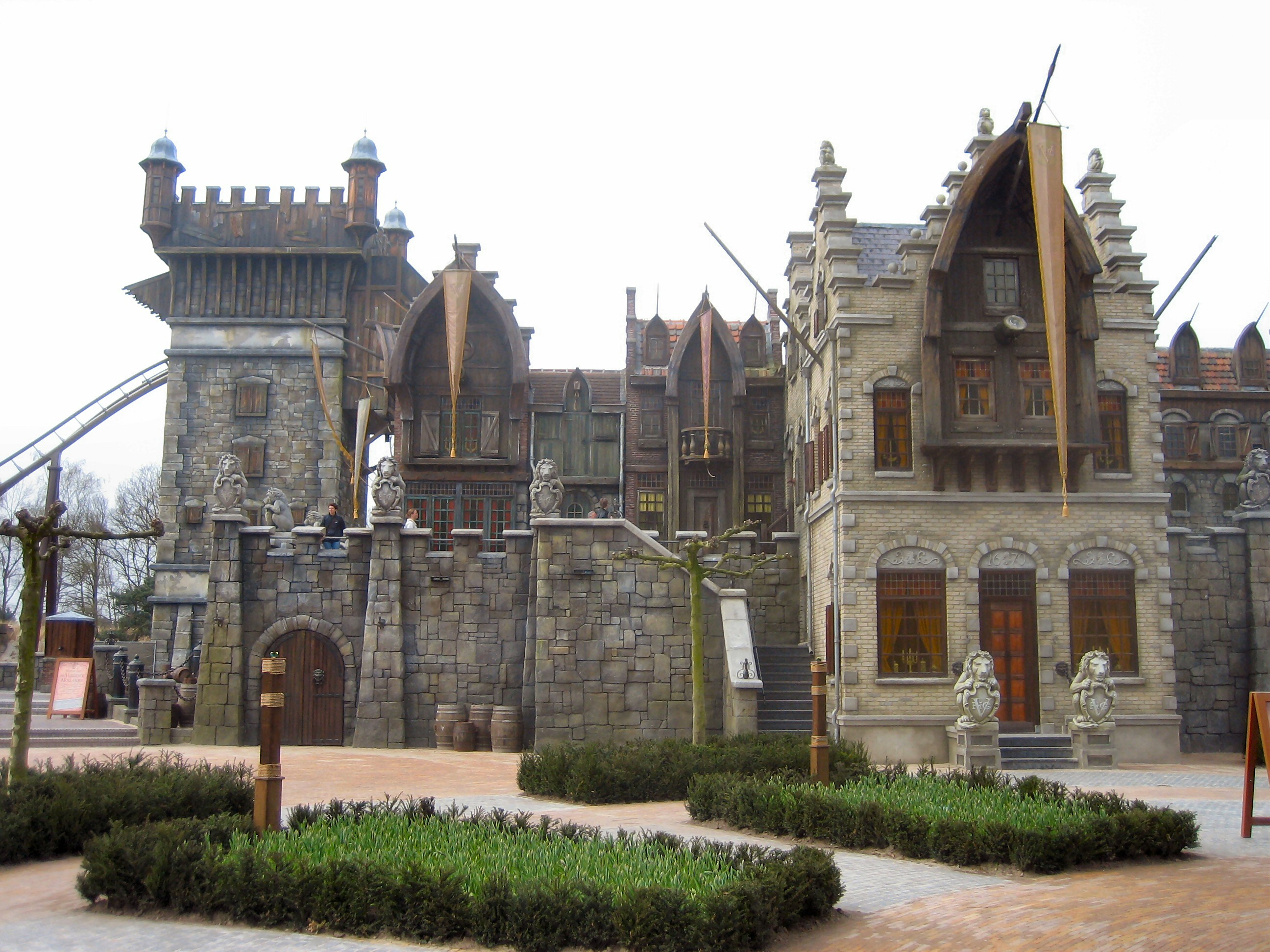
De voorzijde van de attractie

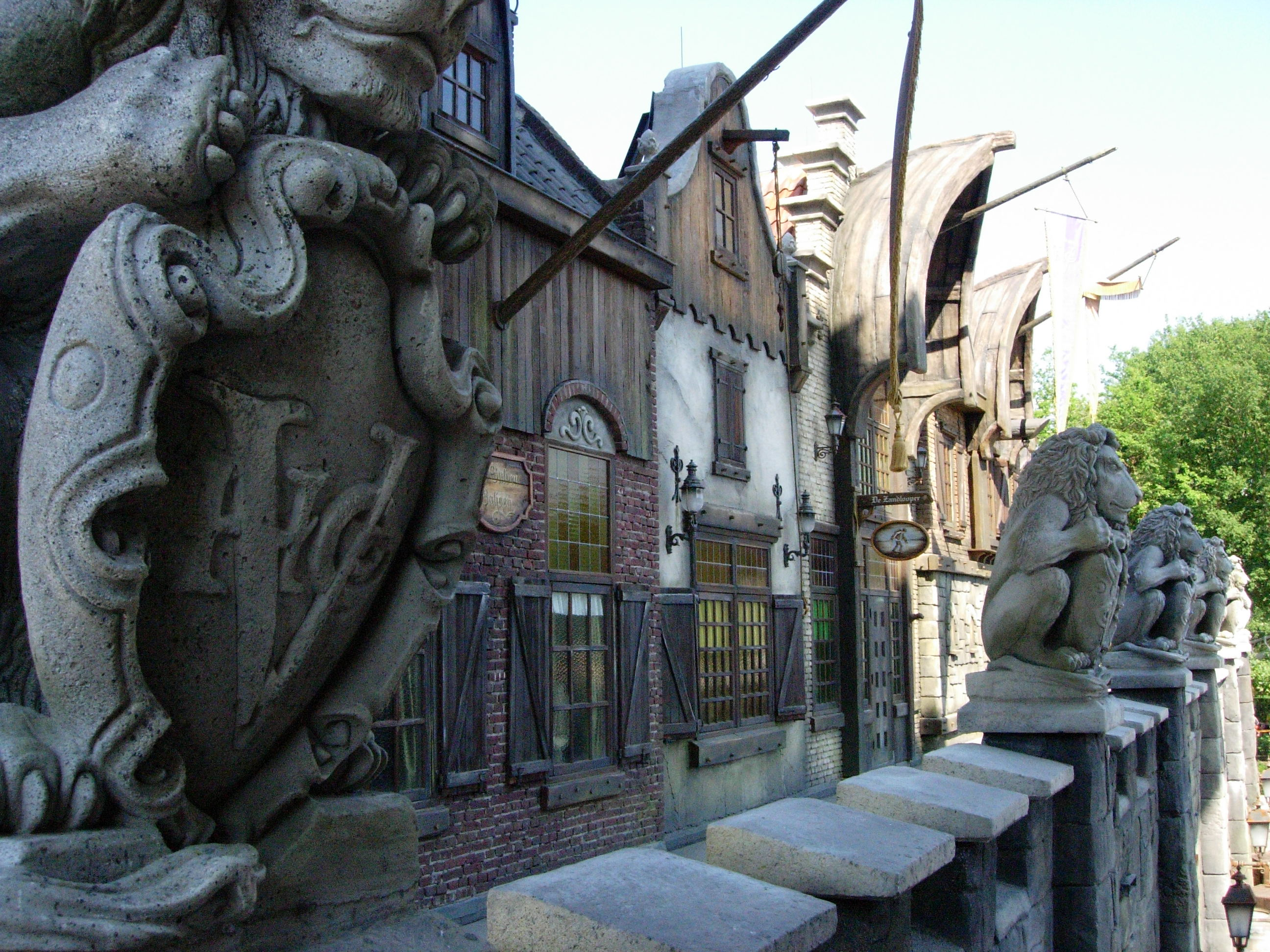
Eerste verdieping met het logo van de VHE

De attractie is vormgegeven als een 17de-eeuws havenstadje. Het bestaat uit negen huisjes, een vuurtoren, een 'zee', een horecapunt en een pleintje. Het grootste huis is van de succesvolle kapitein Willem van der Decken. Willem had twee kanten, een succesvolle kant dus, maar ook een duistere kant. Na het ontvangen van een gouden penning steeg het succes hem namelijk naar zijn hoofd en ging hij kapen. Als je binnen in zijn grote huis komt, zie je dat de mooie buitenkant eigenlijk een verbrande binnenkant verborgen houdt. Je ruikt dat het flink heeft staan branden en ziet ook veel resten van een brand, en gezichten in en op de muur. In dat eerste kamertje zie je ook het dagboek van zijn vrouw Catharina, die zich vertwijfeld afvraagt wanneer hij terugkomt.
Je vervolgt je pad en komt in de bibliotheek terecht, ook verbrand en geplunderd. Je ziet het bureau van Van der Decken staan en boven dat bureau hangt een spiegel, waarin je om de zoveel tijd het gezicht van de kapitein ziet, en hij lijkt niet erg blij om je te zien.. Aan de andere kant van de kleine bibliotheek zie je een groot schilderij scheef hangen. Er is een grote scheur door het midden van het hele schilderij, waarschijnlijk door de brand. Het schilderij verbergt nu niet meer wat het moest verbergen, namelijk de smokkelgang. Hierdoor vervoerde Van der Decken stiekem zijn gestolen waren, zodat hij buiten de mooie heer kon blijven. Als je door de gang loopt zie je aan de linkerkant ook een gat zitten waar je schatten ziet liggen, waaronder zelfs een ornament van de Halve Maen! Om de 4 minuten raast de geest van Van der Decken als een vuurbol over de hele gang, waardoor deze in brand staat. "Niets of niemand, geen sterveling zal mij ervan weerhouden morgen uit te varen, ik zal varen, storm of geen storm, Pasen of geen Pasen, verbod of geen verbod, al is het tot d'n eeuwigheid. Ik zal varen!" roept hij dan. Er komt dan ook rook uit het plafond, maar na een tijdje lijkt alles weer normaal. Hierna kom je in een pakhuisje terecht waardoor je naar een klein cafeetje gaat, waar je ook dronken matrozen op de muziek hoort meezingen. Er liggen overal kisten en tonnen met het logo van de VHE (Vliegende Hollander Efteling) erop, dat een verwijzing is naar het VOC-logo. Hierna kom je in een klein pakhuisje en daarna in een magazijn, met weer veel tonnen, kisten, katrollen, haken en dergelijke uit de 17de eeuw.
Dan loop je nog een klein gangetje door en kom je uit in het dubbele station, een haventje waar de Vliegende Hollander-themamuziek wordt afgespeeld. Aan weerszijden van het water staan een stuk of 5/6 havenhuisjes. In de huisjes aan de linkerkant zie je ook de andere bezoekers lopen, aangezien zich daar de wachtrij bevindt waar je doorheen gelopen bent. Aan de voor- en achterkant van de haven staan stadsmuren met openingen erin. Na het wachten stap je in de sloep (waar 14 man in kunnen, in een 3-4-3-4 bioscoop-opstelling) en vaar je het station uit. Je komt in een buitenhaven terecht en vaart tussen twee schepen door die nog aan het laden zijn. Je ziet bijvoorbeeld dat een emmer water naar boven getakeld wordt en een zak die over je hoofd 'vliegt'. Je vaart richting een sluis, waarvan de deuren uit zichzelf openen, en uit zichzelf weer sluiten als je ze gepasseerd bent.

Vervolgens komt de sloep terecht op een open en donkere zee, waar het enige licht van de sterretjes en het lampje van de boot komt. De sloep vaart een mistbank in, waarna een scheepsbel klinkt en je vogels weg kunt horen vliegen. De mist verdwijnt en de muziek wordt bombastischer. Dan vaar je door een gedeelte met allemaal scheepwrakken (voor 30 maart 2023 was hier een watergordijn waar het spookschip te zien was, maar dit was verwijderd omdat hij het vaak niet deed). Nog geen 5 seconden later hoor je bliksem en doemt het schip (de Vliegende Hollander) in het echt voor je op. Je vaart (of vliegt, je gaat immers omhoog) op het schip af, je wordt ernaartoe getrokken in de bliksem en vaart door de kapotte boeg van het schip, ziet nog een 'houten constructie' van het schip en valt naar beneden, waarna je op 45 graden met een ruk stil wordt gezet op de lifthill. Als je eenmaal stilstaat hoor je eerst een laag gebrom, daarna kom je in een scheepswrak terecht (voor 2024/2025 het gezicht van Willem Van der Decken) terwijl je het in een bliksemflits ziet. Je hoort dan ook dondergeluid. Dit herhaalt zich twee keer en daarna ziet men brand in het scheepswrak, het ziel van Willem Van der Decken terwijl je hem sinister hoort lachen. Hierna verdwijnt de brand. De sloep wordt verder omhoog getakeld onder begeleiding van bombastische muziek in combinatie met Latijnse zang. Je ziet in de mist nog een keer een beeltenis van de kapitein en hij zegt: "Ook gij zult varen tot het einde der tijden!". Dan gaan de deuren van de toren open.
De sloep wordt vervolgens de toren uit 'gegooid' en duikt een diep, mistig gat in en komt er in een duinlandschap weer uit. Na een korte achtbaanrit word je wat afgeremd in een duinhuisje en gaat weer verder naar beneden. Op dit moment wordt de actiefoto genomen. Na een bocht en een 'bult' kom je in de vijver terecht, terwijl je links van je het havendorpje weer ziet.
In het water maakt de sloep een bocht van 180 graden en vaart na nog een bocht weer door de stadsmuur het havendorp binnen. Je komt in een ruimte voor het station waar je weer de havenmuziek hoort (maar dan met andere instrumenten, waardoor het geheel wat rustiger klinkt) en komt uiteindelijk weer terug in het station/havendorpje waar het ondertussen alweer donker, dus nacht is. Daarna loop je de trap op en zie je je onride-foto en je gaat daarna weer naar buiten, zodat je weer bij het havendorpje uitkomt.

## Achtergrond

### Bouw en opening
De attractie, naar ontwerp van Karel Willemen, is ontworpen door Kumbak Coasters, maar uiteindelijk door de Efteling zelf gebouwd, na de aankoop van de tekeningen van Kumbak Coasters. De oorspronkelijke streefdatum voor de opening was 16 april 2006 (eerste Paasdag: een datum die in de sage van De Vliegende Hollander een belangrijke rol speelt), maar de opening moest een paar keer uitgesteld worden om langer testen mogelijk te maken, en vanwege problemen met de terugrolbeveiliging. Ook zou Steelweld, de producent van de sloepen, niet op tijd de elf benodigde bootjes af hebben kunnen leveren. De Efteling schakelde het Zwitserse Intamin AG in voor oplossing van de problemen met de terugrolbeveiliging, die Intamin opgelost heeft door een nieuwe rem te plaatsen voor het punt waar de bootjes met hoge snelheid inhaken op de schuine lift.
Op 21 oktober 2005 kwam bij de bouw van De Vliegende Hollander een 55-jarige bouwvakker uit Breda om het leven, nadat het dak waarop hij stond om beton te storten, instortte en hij 4 meter naar beneden viel.
Uiteindelijk is de attractie op 1 april 2007 geopend.

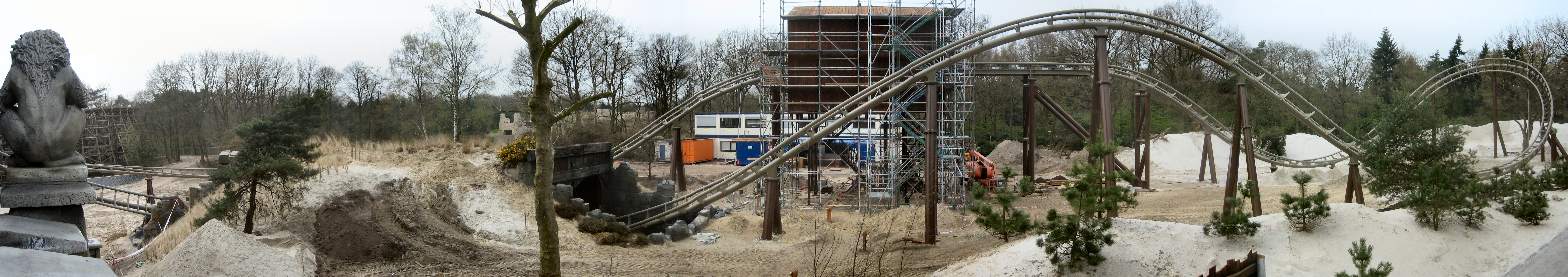
De Vliegende Hollander in aanbouw

### Slechte start

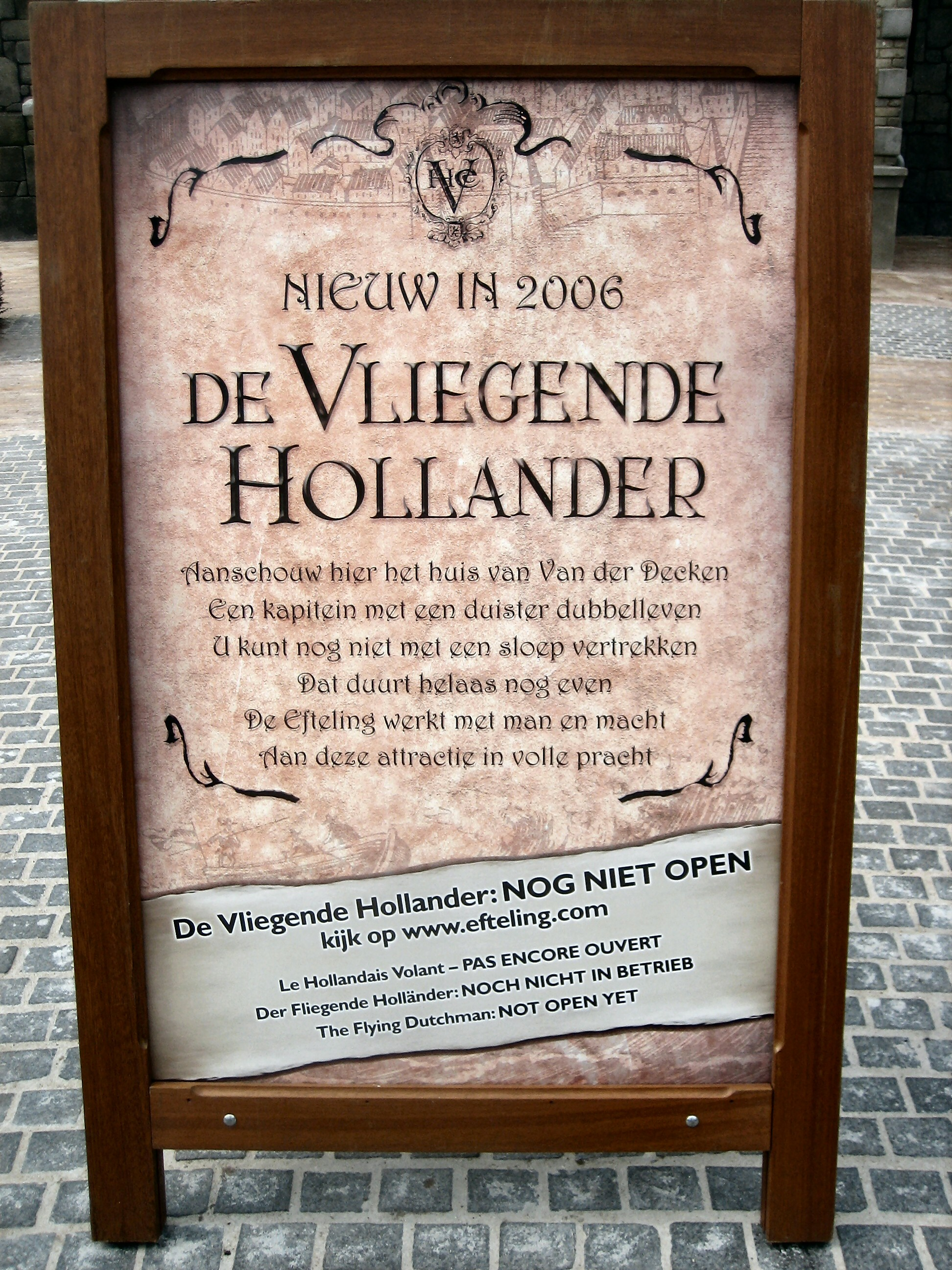
Aankondigingsbord van de attractie

Op 24 juni 2007 liepen 3 sloepen van De Vliegende Hollander in het overdekte deel van de baan vast. Hierbij raakte niemand gewond. Enkele weken later op 26 juli 2007 moest de attractie opnieuw ontruimd worden wegens een technisch mankement. Het waren twee van de vele storingen waar de attractie in de openingsmaanden mee te maken had.
Op 13 september 2007 besloot De Efteling de attractie tijdelijk te sluiten omdat er te veel storingen waren. Uit onderzoek dat de daaropvolgende maanden buiten openingstijden werd gedaan, werd duidelijk dat het probleem veroorzaakt wordt door de ketting die de sloepen buiten door het water trekt. Deze ketting ligt onder water, wat het onderzoek bemoeilijkt. "De attractie is uitgebreid getest en goedgekeurd door de onafhankelijke keuringsinstantie Det Norske Veritas (DNV), onder toeziend oog van de Nederlandse Voedsel- en Warenautoriteit (VWA). De veiligheid is niet in het geding," aldus Olaf Vugts, directeur Marketing en Development. 'Na lang beraad hebben we moeten besluiten om de attractie tijdelijk stil te leggen. Dat is voor de bezoekers wel zo duidelijk. Een moeilijke, maar weloverwogen beslissing,' aldus de officiële verklaring van de Efteling. In de winter bleef de attractie gesloten omdat het park aan een oplossing zocht voor het kettingprobleem van het buitengedeelte.
Op 18 maart kreeg het personeel de mogelijkheid tijdens de jaarlijkse kick-off de 'vernieuwde' Vliegende Hollander te berijden. De attractie heropende 21 maart voor alle bezoekers van de Efteling.
Ondanks slecht weer ging de attractie zonder storing weer van start. Enige wijzigingen in de vijver hadden het probleem verholpen. Zo was de ketting aangepast en waren er in het water aan weerszijden van de baan muurtjes gebouwd, zodat de technische dienst sneller bij de ketting kan bij defecten. De problemen met de attractie waren hiermee echter nog niet volledig opgelost. Ook op 31 augustus 2008 liep de Vliegende Hollander weer vast. Twee sloepen moesten in het water ontruimd worden, 1 boven (waarschijnlijk het Duinhuisje) en 1 binnen, nadat de technische dienst het probleem niet direct kon oplossen.

### Aanpassingen in 2009
Om de attractie technisch en thematisch verder op punt te stellen, besloot de directie van de Efteling dat De Vliegende Hollander voor het tweede jaar op rij geen deel zou uitmaken van het aanbod van de Winter Efteling. Een opening in de wintermaanden was destijds wel een van de voorwaarden geweest voor de bouw van de attractie.
In 2009 zijn een aantal audiovisuele zaken aan de Vliegende Hollander toegevoegd en veranderd. Zo werden in de wachtrij twee beeldschermen geplaatst die door middel van tekst en beeld de sage uitbeelden. Op 29 maart was dit nog in Nederlands, Engels, Duits en Frans, vanaf 1 april alleen in het Nederlands en Engels. Ook op de lift was een nieuw effect te zien. In de scène waar de sloep stilstaat, werden nieuwe geluidseffecten toegevoegd. Ook was er een nieuw effect te vinden dat gebruikmaakt van glow-in-the-dark, waarin een afbeelding van het hoofd van Willem van der Decken op een houtreliëf verandert in een doodskop. De rode verlichting van de watervallen werd verwijderd. Daarnaast werd de waterprojectie ook iets aangepast, waardoor hij scherper en duidelijker zichtbaar werd dan bij de opening. De nieuwe projector werd verplaatst naar de scheepsboeg van de Vliegende Hollander zelf. Sinds 2014 is er ook een rookprojectie te zien van Willem Van Der Decken wanneer de sloep wordt opgetakeld.

### Aanpassingen in 2023
In januari 2023 sloot de attractie voor zijn gewoonlijke winteronderhoud. Doch zou dit onderhoud duren tot april 2023, wat geruchten opleverde dat er een vernieuwing aan de attractie ging komen. Op 2 februari 2023 maakte Efteling bekend via een teaser filmpje dat de "storm" scene een nieuwe inkleding ging krijgen, dit omwille de vaak voorkomende technische mankementen van het watergordijn waarop de Vliegende Hollander op geprojecteerd werd. In de plaats hiervan komt men terecht tijdens een storm, op een scheepskerkhof waarop de Hollander verschijnt. Onderdeel van deze nieuwe inkleding zijn de boegbeelden die eerder opgesteld stonden op de lifthill, maar kort na de opening van de attractie waren verwijderd. Alsook zijn nieuwe lichteffecten toegevoegd om deze scène in te kleden.
Sindsdien vaar je dus tussen enkele schepen met boegbeelden door, die vanuit het niets op te lijken doemen. Tot dusver lijken hier minder problemen mee te zijn dan met het oude watergordijn, maar hierbij moet wel gezegd worden dat de huidige scène relatief nieuw is.

## Muziek

### Soundtrack
De muziek van de Vliegende Hollander is door René Merkelbach gecomponeerd. Hij heeft voor de Efteling al eerder de muziek van onder andere de Pardoes Promenade en verschillende cd's gecomponeerd. De attractiemuziek loopt volledig synchroon met het verloop van de attractie. De muziek is op 22 januari 2006 in Praag opgenomen en was voor het eerst te horen in de televisiecommercial van de Efteling. In deze commercial werden mensen getoond die een fijne dag in de Efteling hebben en dan plotseling De Vliegende Hollander over zich heen zien vliegen.
Wat opvalt in de muziek, is dat het wordt hergebruikt zonder dat je het merkt. Zo is in de Smokkelgang het begin van de entreehalmuziek omgedraaid en te horen op de achtergrond. De Efteling splitst het hoofdthema ook in verschillende kanalen op. In de haven hoor je alle kanalen tegelijk, maar bij bijvoorbeeld 'Terugkeer in de haven' alleen de gitaarbegeleiding/trommel.
Voor de vocalen werd in eerste instantie de stem van Floor Jansen (bekend van After Forever, ReVamp en Nightwish) gebruikt. Deze stem werd later (nog voor opening) vervangen door Martine Grunwald.

### Cd met muziek
6 tracks zijn officieel door de Efteling uitgegeven op een cd die achter in het boek "De Vliegende Hollander - Hoe een sage tot leven kwam" terug is te vinden. In feite reis je met de cd door de attractie; je volgt de attractie door middel van audio: eerst wordt de muziek afgespeeld van de plek waar je het eerste zou komen als je de Vliegende Hollander bezoekt, als laatste de muziek die je tegenkomt als je de Vliegende Hollander weer verlaat. De cd bevat:
1. Voorplein - Het bekende DVH-thema, uitgevoerd door een gitaar, een tamboerijn en een houten fluit.
2. Huize Willem van der Decken - Een treurig melodietje dat begint met het voorlezen van een perkament dat in de entreehal in de attractie hangt, en eindigt met de zang van Catharina.
3. Smokkelgang - Het thema van de Bibliotheek nu uitgevoerd door strijkers, gevolgd door Willem die door de gang zwerft en Catharina die haar klaagzang neuriet.
4. Opstaphaven - Het bekende DVH thema uitgevoerd door een volledig orkest, ook te horen in oeverloos en op het plein met eenvoudige instrumenten.
5. De vaart buitengaats - Een mix waarin alle muziekstukjes in voorkomen als je de attractie 'bevaart'.
6. Behouden terugvaart - Een fade-out van het thema op het voorplein.

Op de cd 'Wonderlijke Efteling Muziek' (2008) staat het pleinthema.
Op de recent uitgebrachte tweede versie van de cd 'Wonderlijke Efteling Muziek' (2009) staat het Haven-thema.
Met de vernieuwing van de attractie in 2023 heeft Efteling een nieuw album met de volledige soundtrack gelanceerd op steamingdiensten. Deze soundtrack bevat nieuwe tracks die eerder nog niet waren uitgebracht en zijn anderen alsook opgesplitst.

## Actiefoto
Terwijl je het duinhuisje 'uitvalt' wordt de actiefoto genomen. Mensen aan de linkerkant moeten naar links kijken en mensen aan de rechterkant naar rechts, alleen zo kom je goed op de foto. Deze foto-installatie bevond zich na de eerste opening, in 2007, boven in de toren. Op de foto's waren sommige mensen, vooral de kleinere bezoekers, vaak niet eens te zien. Waarschijnlijk is dat de reden voor de verplaatsing geweest.

## Horeca
Op de plek waar eerst De Kurkentrekker stond, staat nu De Kombuys. Dit is een eenvoudig horecapunt met eenzelfde thematisering als De Vliegende Hollander. Bij De Kombuys hoort een terras van houten vlonders aan het water. Vanaf dit terras is er uitzicht op de splash van De Vliegende Hollander.

## Incidenten
Op 16 oktober 2010 kwam een achtbaanvoertuig na de splash in de achtbaan De Vliegende Hollander stil te staan. Hierdoor reed een ander achtbaanvoertuig tegen het stilstaande voertuig op. De oorzaak was een technische fout aan het remsysteem. De inzittenden werden geëvacueerd.